# Scaptesyle nietneri
Scaptesyle nietneri là một loài bướm đêm thuộc phân họ Arctiinae, họ Erebidae.